# Karl Fent
Karl Fent (* 12. März 1954) ist ein Schweizer Ökotoxikologe und Zoologe sowie emeritierter Professor.

## Leben
Fent besuchte die Primar-, Sekundarschule in Hemberg und St. Peterzell. Die Kantonsschule Wattwil schloss er 1974 mit dem Primarlehrerpatent ab und arbeitete danach als Primarlehrer in Schmerikon. Anschliessend absolvierte er bis 1980 an der Universität Zürich ein Biologiestudium, mit Zoologie im Haupt- und Biochemie im Nebenfach. Seine Diplomarbeit schrieb Fent in Neurobiologie. Von 1981 bis 1985 folgten Stellvertretungen als Biologielehrer an den Kantonsschulen Im Lee, Wattwil und Wettingen. 1982 erwarb er das Diplom für das höhere Lehramt.

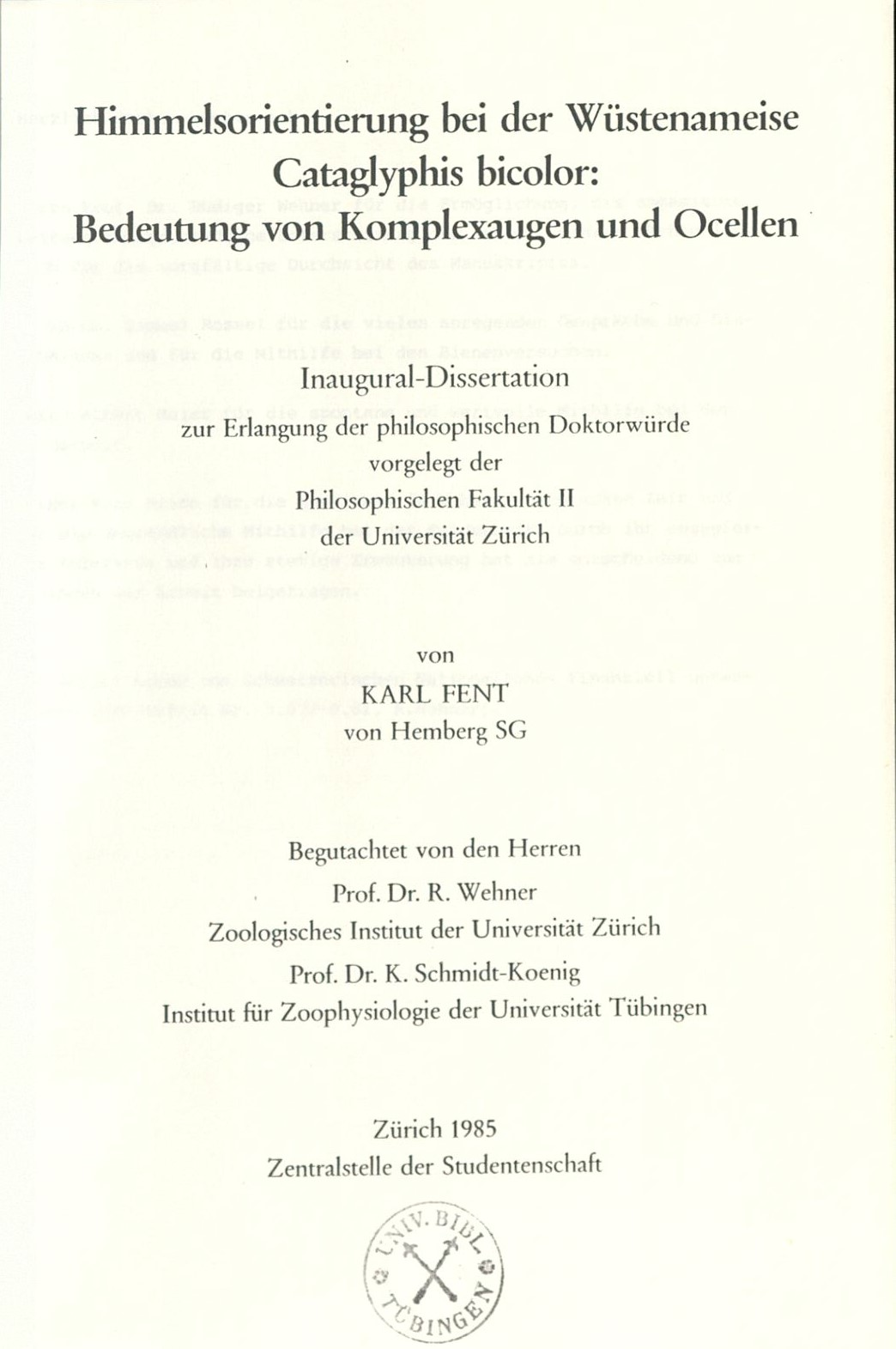
Dissertation 1985

In seiner von 1981 bis 1985 am Zoologischen Institut der Universität Zürich unter der Leitung von Rüdiger Wehner durchgeführten Dissertation untersuchte Fent die Bedeutung von Komplexaugen und Ocellen bei der Himmelsorientierung der Wüstenameise Cataglyphis bicolor.
Später war er an der Eawag tätig und hielt von 1990 bis 2018 Vorlesungen an der ETH Zürich. Zudem wurde er Professor für angewandte Ökotoxikologie. Bis 2018 war er als Dozent für Toxikologie und Ökotoxikologie an der Fachhochschule Nordwestschweiz tätig.

## Publikationen – Fachbücher
- Ökotoxikologie : Umweltchemie – Toxikologie – Ökologie. 4., vollst. überarb.  Auflage. Thieme, Stuttgart 2013, ISBN 978-3-13-109994-5 (Erstausgabe:  1998).